# Per servizi speciali
Per servizi speciali (For Special Services) è un romanzo del 1982 di John Gardner, il secondo di una trilogia dedicata da questo scrittore alla prosecuzione della avventure di James Bond ideato da Ian Fleming.
Negli anni quaranta il generale William Donovan commissionò a Ian Fleming la preparazione di un documento sui protocolli di comunicazione tra le agenzie di Servizi Segreti. Come apprezzamento per il lavoro svolto, il generale gli regalò un revolver della Colt con l'iscrizione For special services. Lo scrittore John Edmund Gardner ha scelto quella dedica come titolo della sua seconda avventura nella serie di James Bond che segna il ritorno della SPECTRE.

## Trama
M, registrati i sospetti di James Bond sull'esistenza della SPECTRE dietro ad una serie di dirottamenti aerei, assegna al suo agente migliore un servizio speciale in collaborazione con la CIA. Bond affianca l'agente americana Cedar, figlia del suo miglior amico Felix Leiter, che indaga su Marcus Bismaquer: uno stravagante produttore di gelati che ha costruito un misterioso ranch in un immenso parco del Texas. I due si fingono proprietari di antiche stampe per attrarre l'attenzione dell'imprenditore in una delle sue principali passioni. A New York e a Washington, prima subiscono degli attentati da Mike Mazzard, uno dei tirapiedi di Bismaquer, quindi sono ufficialmente invitati nel ranch.
A casa propria, Markus e la moglie Nena si dimostrano gentili. Nena in particolare, donna bellissima ma con un seno solo, inizia una relazione con Bond. L'agente segreto trova il tempo di sfidare Walter Luxor, il socio di Bismaquer, in una sfida automobilistica nel circuito della tenuta. Riesce anche a compiere delle indagini e ad intrufolarsi nel centro congressi proprio durante una riunione della SPECTRE, durante la quale scopre dell'esistenza di un capo che si fa ancora chiamare Blofeld. Quindi sente Walter Luxor raccontare un piano per consegnare una partita di gelati alla mensa militare di Mont Cherokee, al fine di drogare un gran numero di dipendenti per renderli disponibili a consegnare documentazione sui satelliti di difesa americani.
Cerca di scappare dal ranch ma è ripreso dalle persone di Luxor ed è sottoposto ad un lavaggio del cervello. Dopo la procedura Bond è convinto di essere un'importante carica militare statunitense chiamata a fare un sopralluogo alla base sul Mont Cherokee. Parte per la missione con Mazzard e Luxor. In realtà il trattamento non ha avuto effetto per l'intervento di qualcuno nella tenuta, durante la cura, e l'agente uccide Mazzard un attimo prima che siano consegnati i piani segreti. Ne segue una battaglia in cui gli uomini di Bismaquer vengono sconfitti. Nena raggiunge il Monte Cherokee in elicottero dopo essere sfuggita dal ranch, ed accompagna 007 in una casa di Bismaquer in mezzo ad una palude in Louisiana.
Bond e Nena si intrattengono amorevolmente, aspettando l'arrivo del padrone di casa. Ma, quando arriva, Bond scopre che era stato lui, attratto sessualmente dall'agente segreto, a cercare di salvarlo dal lavaggio di cervello. Nena, che in realtà è figlia ed erede di Blofeld, uccide il marito ed è a sua volte gettata nella gabbia dei pitoni da 007. L'agente è infine raggiunto e tratto in salvo da Felix Leiter in compagnia della figlia.

## Personaggi principali
- James Bond
- Cedar Leiter, agente della CIA e figlia di Felix Leiter.
- Markus Bismaquer, imprenditore e padrone del ranch.
- Nena Bismaquer , avvenente moglie di Markus.
- Walter Luxor, socio di Markus Bismaquer.
- Mike Mazzard, tirapiedi di Markus Bismaquer.

## Edizioni
- John Edmund Gardner, Per servizi speciali, traduzione di Tilde Arcelli Riva, collana La scala, Rizzoli, 1985,  p. 256.